# Karol Estreicher

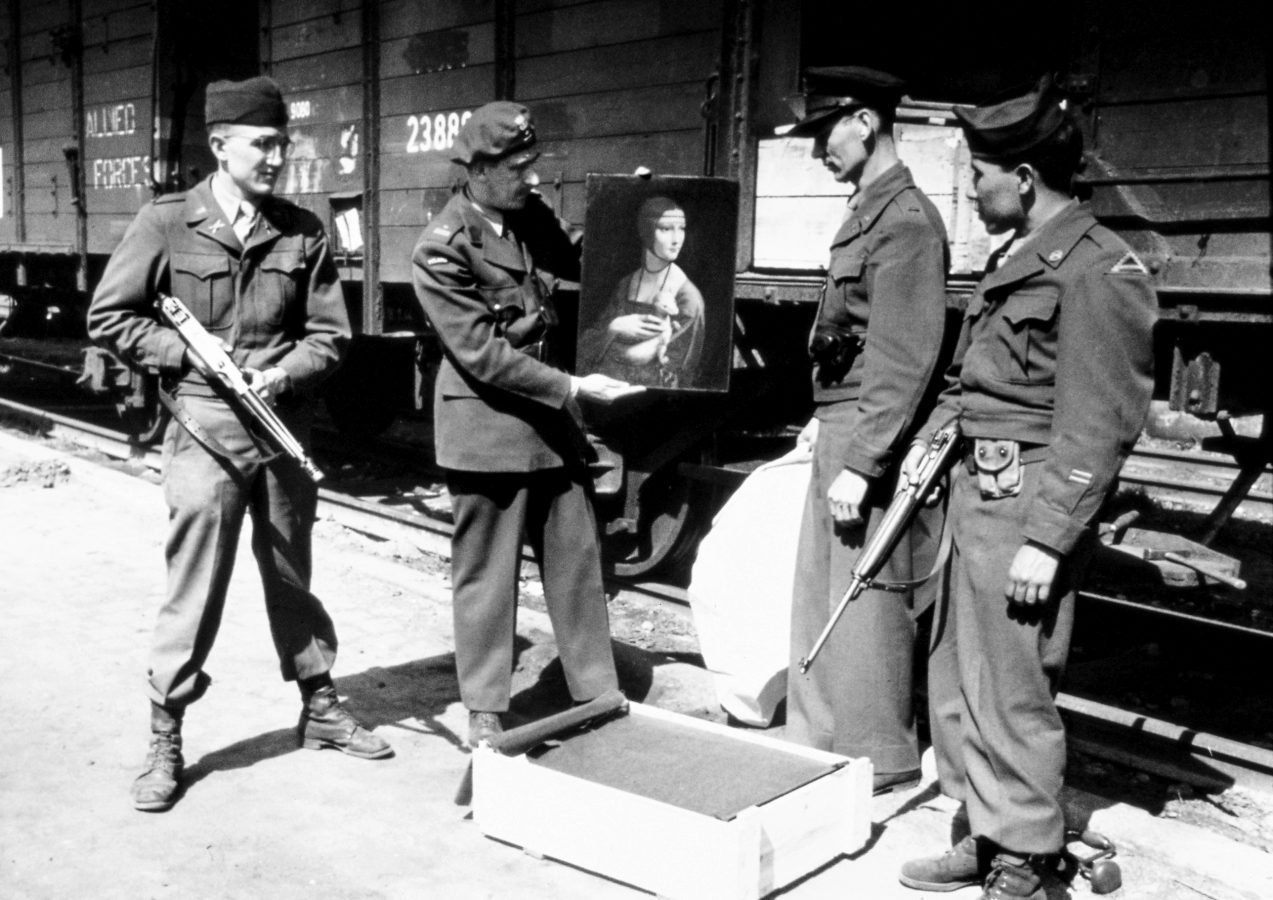
Karol Estreicher (drugi z lewej) i amerykańscy żołnierze prezentujący odzyskaną Damę z gronostajem, Norymberga 1946

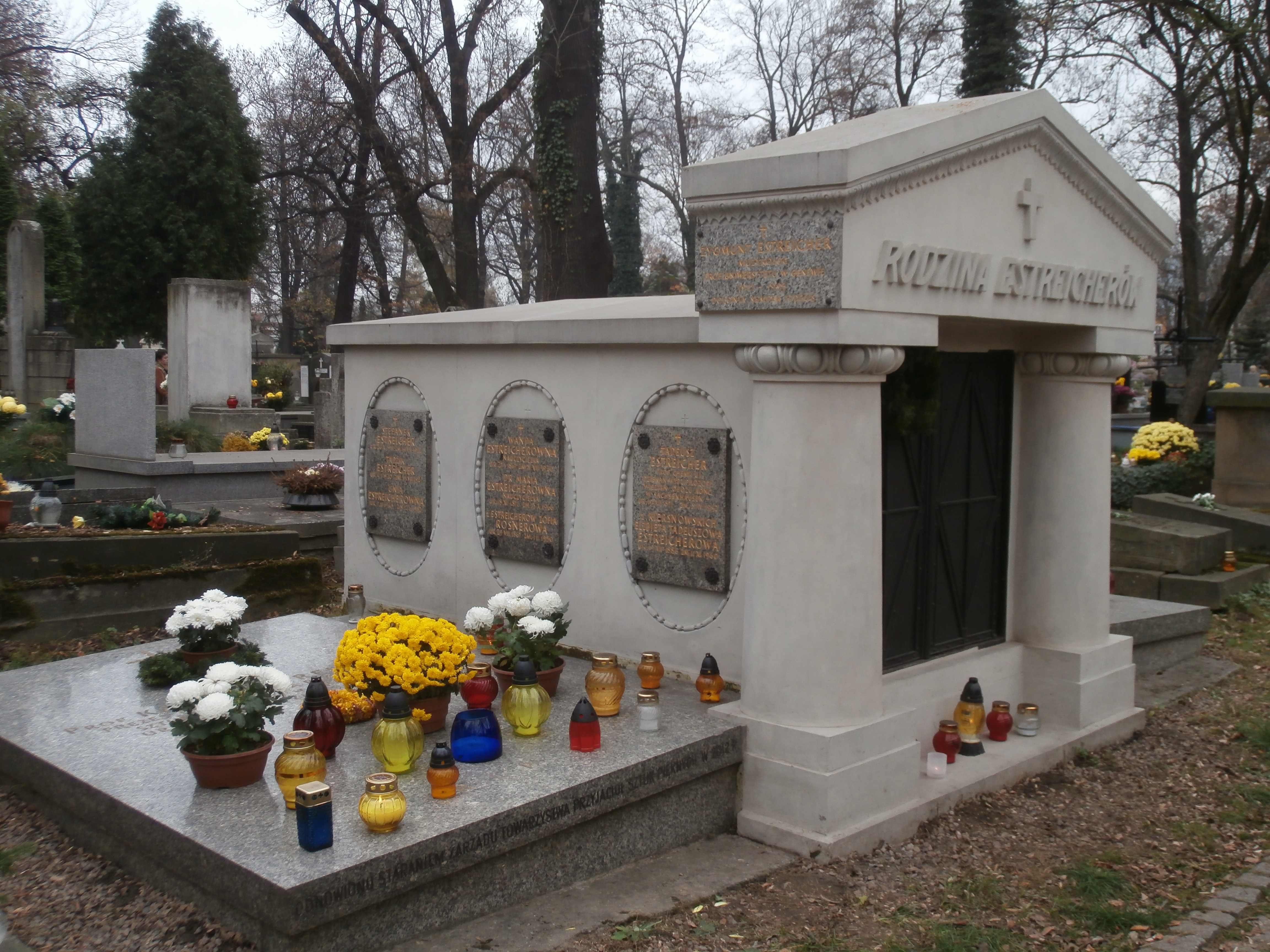
Grobowiec rodziny Estreicherów na cmentarzu Rakowickim (2013)

Karol Rafał Estreicher (ur. 4 marca 1906 w Krakowie, zm. 29 kwietnia 1984 tamże) – polski historyk sztuki, encyklopedysta, prozaik, autor licznych publikacji, profesor Uniwersytetu Jagiellońskiego, w latach 1951–1976 dyrektor Muzeum Uniwersytetu Jagiellońskiego. Był zaangażowany w rewindykację polskich dzieł sztuki zagrabionych w czasie II wojny światowej.

## Życiorys
Pochodził ze znanej krakowskiej rodziny Estreicherów. Ojciec Stanisław (1869–1939) był profesorem prawa Uniwersytetu Jagiellońskiego (w latach 1919–1921 rektorem), a matka Helena (1870–1940) de domo Longchamps de Bérier zajmowała się prowadzeniem domu. Miał dwie siostry: Ewę (ur. 1904 w Krakowie, wyszła za mąż za Ludwika Grodzickiego) i Krystynę (ur. 1902 w Krakowie, wyszła za mąż za prof. Konstantego Grzybowskiego).
Naukę rozpoczął w szkołach krakowskich, ukończył Gimnazjum im. Króla Jana III Sobieskiego, by następnie studiować historię sztuki na Uniwersytecie Jagiellońskim, zwieńczoną w 1928 doktoratem pod kierunkiem profesora Juliana Pagaczewskiego; tam też habilitował się w 1947. Od 1950 był etatowym profesorem nadzwyczajnym, a w 1954 uzyskał tytuł profesora nadzwyczajnego na UJ, zaś w 1972 został profesorem zwyczajnym Uniwersytetu Jagiellońskiego. W latach 1945–1950 wykładał równolegle w Akademii Sztuk Pięknych w Krakowie oraz w latach 1951–1961 w Wyższej Szkole Sztuk Pięknych we Wrocławiu. Od 1947 był wicedyrektorem, a od 1951 dyrektorem Muzeum Uniwersytetu Jagiellońskiego (do emerytury w 1976). Ponadto w latach 1946–1964 kierował renowacją Collegium Maius Uniwersytetu Jagiellońskiego, ukończoną na 600-lecie Uniwersytetu.
W latach II wojny światowej – po ewakuacji cennych dóbr kultury z Krakowa (Wawel) przez Rumunię do Francji – jako sekretarz premiera RP na uchodźstwie gen. Władysława Sikorskiego zaangażował się w opracowywanie strat kultury polskiej pod okupacją niemiecką. Kierował wówczas 8-osobowym zespołem tworzącym Biuro Rewindykacji Strat Kulturalnych przy Ministerstwie Prac Kongresowych w Londynie. Zbierało ono informacje przesyłane drogą kurierską przez archiwistów, muzealników i bibliotekarzy z okupowanego kraju oraz przekazywało je w formie opracowań i raportów rządom alianckim na Zachodzie. Pierwszy taki raport powstał już na początku 1940 i odnosił się do strat zadanych przez okupanta niemieckiego w 1939. Końcowym efektem prac było opublikowanie w języku polskim i angielskim w 1944 (pod redakcją K. Estreichera) liczącej ponad pięćset stron książki pt. Straty kultury polskiej. Katalog strat kultury polskiej pod okupacją niemiecką 1939–1944, gdzie we wstępie redaktor napisał:
A skoro mowa o autorach tej książki, to pragnę wymienić w pierwszym rzędzie tych bezimiennych uczonych i miłośników kultury polskiej, co działalność Niemców w Polsce nieraz z narażeniem życia śledzili i uzyskane wiadomości przesyłali do Londynu, potem wymienić trzeba kurierów i emisariuszy, co zwozili pytania i przywozili odpowiedzi, i to nie tylko z Polski, ale i z Niemiec samych.
Od kwietnia 1943 (czyli od zerwania przez ZSRR stosunków dyplomatycznych z rządem polskim na uchodźstwie, gdy ujawniono sprawę Katynia) Biuro Rewindykacji Strat Kulturalnych podjęło także prace nad skatalogowaniem strat zadanych przez okupanta radzieckiego na kresach wschodnich II RP w latach 1939–1941. Prace te – ze względu na brak przekazów z okupowanego kraju – uniemożliwiły sporządzenie analogicznego opracowania o stratach, jak dla okupacji niemieckiej.
Po wojnie Estreicher przez Niemcy wrócił do Polski z cennym transportem polskich dzieł sztuki i archiwaliów odzyskanych z brytyjskiej strefy okupacyjnej Niemiec. W sztolniach kopalni soli w Grasleben oraz w Goslar natrafił na dzieła sztuki z Wielkopolski. Świat obiegło wówczas – często reprodukowane w kraju i za granicą – zdjęcie Estreichera w mundurze majora Polskich Sił Zbrojnych na Zachodzie, który na dworcu głównym w Norymberdze, tuż przed wyjazdem do Krakowa prezentuje zachowany bez uszczerbku obraz Leonarda da Vinci Dama z gronostajem. Następnie kilkakrotnie wyjeżdżał z misjami rewindykacyjnymi do Niemiec, aby sprowadzić z Norymbergi skradziony z Krakowa w 1940 Ołtarz mariacki.

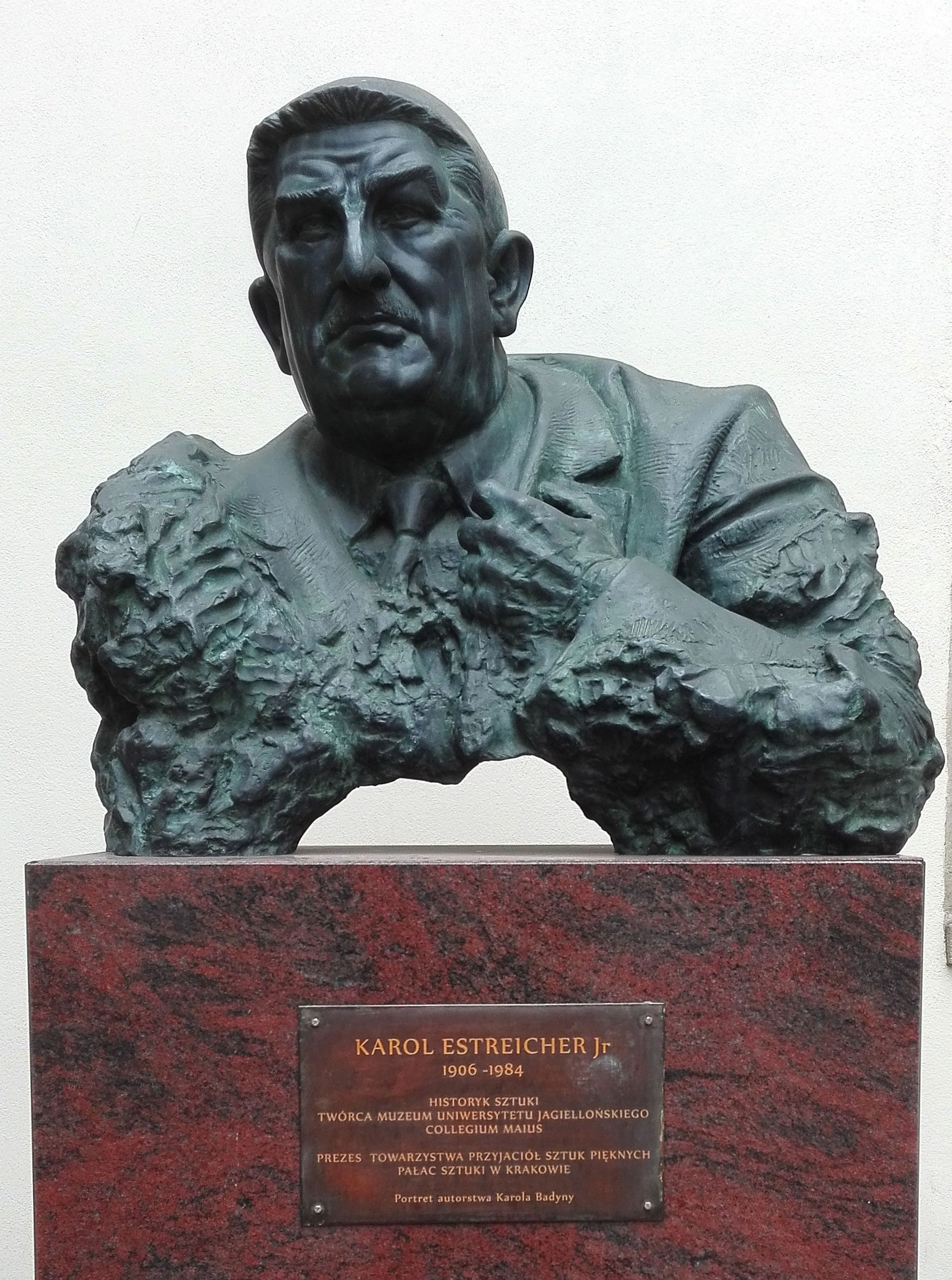
Pomnik Karola Estreichera w Krakowie

## Działalność pisarska
Był on niestrudzonym kontynuatorem – mimo kłopotów czynionych mu przez władze Uniwersytetu Jagiellońskiego w czasach PRL, który próbował zawłaszczyć prawa autorskie do bibliografii – dzieła dziadka Karola Estreichera (1827–1908) i ojca Stanisława: Bibliografii polskiej Estreichera, którą wznowił z uzupełnieniami w latach 1957–1989 (tomy I-XIV) oraz samodzielnie przygotował zeszyt 1 tomu XXXIV (1951).
Był także autorem cenionych prac naukowych: Miniatury Kodeksu Behema (1933), Załuscy: bibliografia odnosząca się do Załuskich w XVII I XVIII wieku (1952), Grobowiec Władysława Jagiełły (1953), Collegium Maius [UJ] (1968), Historia sztuki w zarysie (1973, wyd. 10, 1990); przetłumaczył i opracował Żywoty najsławniejszych malarzy, rzeźbiarzy i architektów G. Vasariego (t. I-IX, 1985–1990); był także autorem utworów o charakterze literackim: Nie od razu Kraków zbudowano (1947) oraz Krystianna (1957).
W okresie międzywojennym Karol Estreicher był także encyklopedystą, współtwórcą Encyklopedii staropolskiej wydanej w latach 1937–1939 wraz z Aleksandrem Brücknerem. Był autorem doboru całości ikonografii do tego dzieła oraz haseł dotyczących sztuki: malarstwo, przemysł artystyczny, rzeźba oraz ubiór.
W latach 90. spadkobierca spuścizny naukowej K. Estreichera – Towarzystwo Przyjaciół Sztuk Pięknych w Krakowie – podjęło się wydania wielotomowych dzienników Estreichera, które pod tytułem nadanym przez autora, Dzienniki wypadków, ukazały się dotychczas za lata 1939–1945 (t. I, 2001), 1946–1960 (t. II, 2002), 1961–1966 (t. III, 2003), 1967–1972 (t. IV, 2004), 1973–1977 (t. V, 2006), 1978–1980 (t. VI, 2013), 1981–1984 (t. VII, cz. I–II, 2014) – konsultacja historyczna Dariusz Matelski. Każdy z tomów liczy po ponad siedemset stron druku. Również staraniem Towarzystwa wznowiono wydane w 1944 w Londynie Straty kultury polskiej pod okupacją niemiecką 1939–1944 (Kraków 2003) wzbogacone edycją dokumentów przygotowanych przez Zbigniewa Kazimierza Witka pt. Dokumenty strat kultury polskiej pod okupacją niemiecką 1939–1944 z archiwum Karola Estreichera (Kraków 2003).

## Działalność społeczna
Karol Estreicher angażował się także w działalność społeczną. W latach 1957–1984 był prezesem Towarzystwa Przyjaciół Sztuk Pięknych w Krakowie, ekspertem Ministerstwa Kultury oraz Ministerstwa Spraw Zagranicznych ds. rewindykacji polskich dóbr kultury (nie tylko z Niemiec, ale także z Kanady pod koniec lat 50.). Ponadto przez prawie trzydzieści lat prezesował radzie nadzorczej Nauczycielskiej Spółdzielni Mieszkaniowej w Krakowie. Politycznie zaangażował się tylko raz – na prośbę premiera Józefa Cyrankiewicza, z którym kolegował się jeszcze przed wojną, a w czasie wojny Teresa z Lasockich Estreicherowa wspomagała Cyrankiewicza paczkami w niemieckim obozie koncentracyjnym Auschwitz-Birkenau – w pełnienie funkcji przewodniczącego krakowskiej rady Frontu Narodowego w latach 1955–1956. Następnie dystansował się wobec władz PRL, wspierając niezależne środowiska twórcze i utrzymując, jako członek polskiego PEN Clubu, przyjacielskie stosunki z Antonim Słonimskim. Pod jego wpływem w 1964 Karol Estreicher stał się sygnatariuszem „Listu 34” do premiera PRL Józefa Cyrankiewicza w sprawie polityki kulturalnej, ograniczającej dostęp do papieru oraz krytykując działalność cenzury (mimo nacisków podpisu swojego – jak niektórzy sygnatariusze – nie wycofał). Ceną, jaką zapłacił za to Estreicher, było utrącenie w 1966 wniosku o nadanie tytułu profesora zwyczajnego, a także stosowany wobec niego ostracyzm ze strony kolegów uniwersyteckich (wyrażający się postponowaniem dorobku naukowego oraz rozpowszechnianiem nieprawdziwych i szkalujących opinii o Estreicherze).

## Ostatnie lata
Będąc już na emeryturze (od 1976) powołany został na eksperta Ministerstwa Szkolnictwa Wyższego i Techniki w sprawie żądań NRD dotyczących wydania Biblioteki Pruskiej, która od 1945 zdeponowana była w Bibliotece Jagiellońskiej w Krakowie. Ostro krytykował posunięcia władz UJ z 1975, gdy zaczęto nadawać zbiorom Biblioteki Pruskiej znaki własności Biblioteki Jagiellońskiej. Pod wpływem argumentów Estreichera nie tylko zaprzestano tegoż procederu, ale nawet dyrektor Biblioteki Jagiellońskiej (Władysław Andrzej Serczyk) przyjął punkt widzenia Estreichera i obaj w 1981 opowiedzieli się za zwrotem Biblioteki Pruskiej władzom NRD lub RFN, ale zaznaczyli, że powinno to być poprzedzone zwrotem polskich dóbr kultury zrabowanych przez III Rzeszę z okupowanej Polski w latach 1939–1945 oraz wyrównaniem strat (ekwiwalentem w dobrach kultury) związanych z celowym i barbarzyńskim niszczeniem polskich dóbr kultury przez Niemców w latach 1944–1945 (po upadku powstania warszawskiego).
Od 1946 był żonaty z Teresą (zm. 1974), córką Józefa Lasockiego, przedwojennego generała Wojska Polskiego.

Zmarł 29 kwietnia 1984 roku w Krakowie, pochowany w grobowcu rodzinnym na cmentarzu Rakowickim (kwatera BA-płd-po prawej grobu Kopf Józefy).

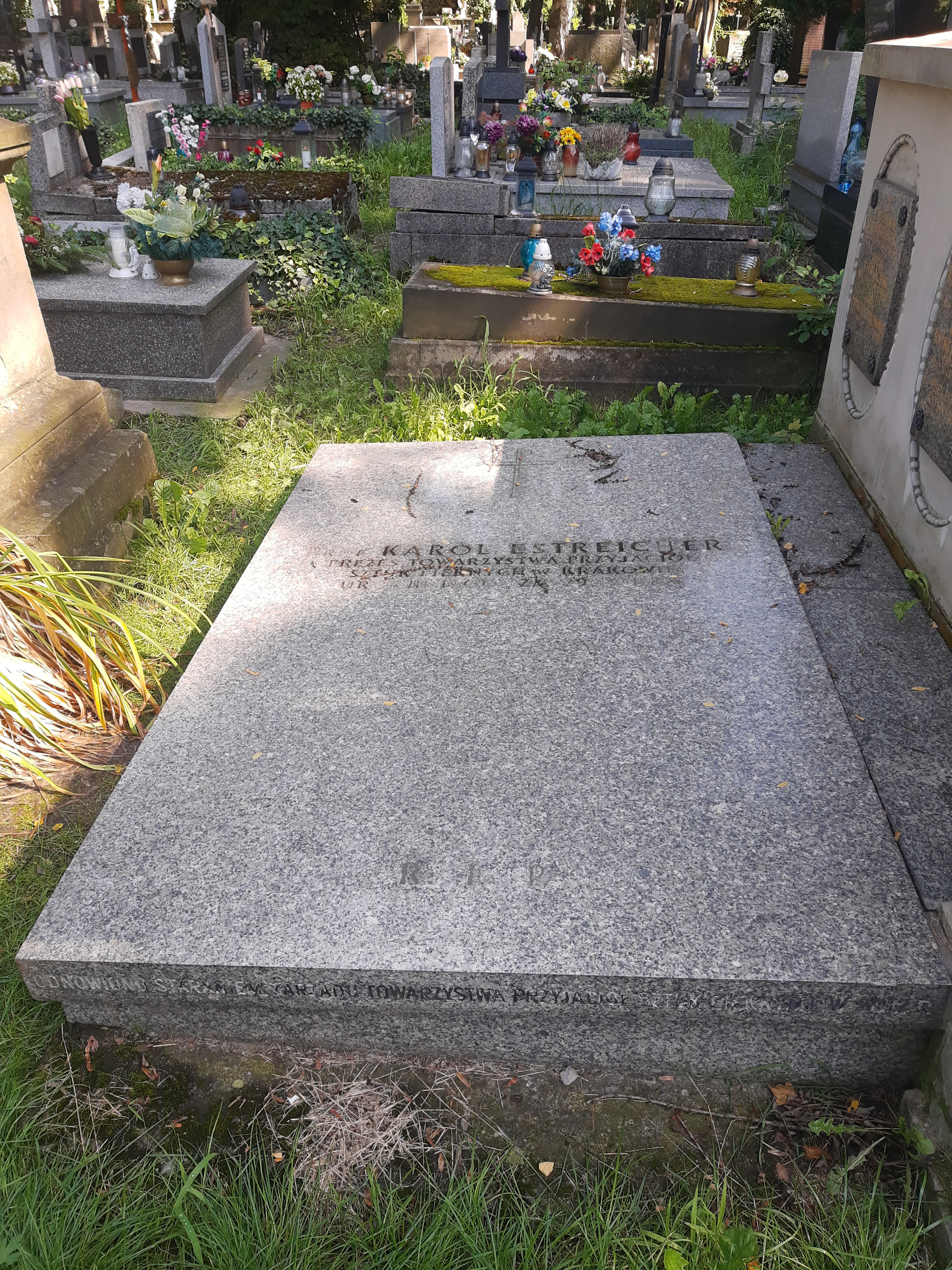
Płyta nagrobna prof. Karola Estreichera mł.

## Muzeum Estreicherów – Strat Kultury i Rewindykacji
29 kwietnia 2009 roku, w 25. rocznicę śmierci prof. Karola Estreichera, dokonano otwarcia jego willi, którą tuż przed śmiercią profesor przekazał Towarzystwu Przyjaciół Sztuk Pięknych. Położona na Woli Justowskiej w Krakowie willa po czterech latach generalnego remontu została przekształcona w Muzeum Rodu Estreicherów, Strat Kultury i Rewindykacji.

## Publikacje

### Publikacje Estreichera
- Miniatury Kodeksu Behema, 1933.
- Tryptyk Św. Trójcy, 1936.
- Encyklopedia Staropolska, 1936, 1939 (współpraca z Aleksandrem Brücknerem przy doborze ilustracji).
- Cultural Losses of Poland, 1944.
- Nie od razu Kraków zbudowano, 1944, 1947, 1956.
- Grobowiec Jagiełły, 1949.
- Bibliografia polska XIX stulecia, 1959–1976.
- Krystianna, 1957.
- Łańcuch Aleksandry, 1966
- Leon Chwistek, 1968.
- Collegium Maius – dzieje gmachu, 1968.
- Szkice o Bereccim, 1970.
- Collegium Maius – dzieje, obyczaje, zbiory, 1970.
- Trzy rozmowy pułkownika Odysa, 1975.
- Nieznana księga Tacyta, 1976.
- Zamęt, 1976.
- Historia sztuki w zarysie, 1973.
- Straty kultury polskiej pod okupacją niemiecką 1939–1944 wraz z oryginalnymi dokumentami grabieży (Cultural Losses of Poland during the German occupation 1939–1944 with original documents of the looting), przedmowa: Zbigniew Witek, Kraków 2003 (wersja elektroniczna)

### Bibliografie prac Estreichera
- Bibliografia prac prof. Karola Estreichera jr. (1906–1984) za lata 1927–2006 (nr 1–317), zestawił Dariusz Matelski, [w:] Zbigniew Witek, Karol Estreicher (1906–1984), tom III: Życie po życiu, Kraków 2007, s. 293–307.
- Bibliografia prac dr. Karola Estreichera jr. za lata 1927–1945 (nr 1–68), zestawił Dariusz Matelski, [w:] Dariusz Matelski, Lata szkolne i działalność naukowa w okresie Drugiej Rzeczypospolitej Karola Estreichera jr (1906–1984), [w:] Polski misjonarz na ziemi argentyńskiej. Studia historyczne i politologiczne. Tom dedykowany ojcu doktorowi Antoniemu Herkulanowi Wróblowi OFM, red. Marek Szczerbiński i Krzysztof Wasilewski, Gorzów Wielkopolski 2011, s. 127–131 (wersja elektroniczna).
- Bibliografia prac prof. Karola Estreichera jr. (1906–1984) za lata 1924–2013 (nr 1-365). Zestawił Dariusz Matelski, [w:] K. Estreicher jr, Dziennik wypadków, t. VII (1981–1984), cz. II, red. Anna Maria Joniak, wstęp: Zbigniew K. Witek, Wyd. TPSP w Krakowie, Kraków 2013, s. 157–188.
- Bibliografia prac. prof. Karola Estreichera jr. (1906–1984) za lata 1924–2015 (nr 1–400), [w:] Dariusz Matelski, Karol Estreicher jr (1906–1984) – biografia wielkiego Polaka, tom I (do 1939 roku), Kraków: Towarzystwo Przyjaciół Sztuk Pięknych w Krakowie, 2016, ISBN 83-88121-93-6, s. 379–414. https://www.academia.edu/38317597/s_379_414_D_Matelski_KarBibliografia_prof_Karola_Estreichera_jr_1924_2015_nr_1_400_pdf
- Bibliografia prac. prof. Karola Estreichera jr. (1906–1984) za lata 1927–2017 (nr 401–518), [w:] Dariusz Matelski, Karol Estreicher jr (1906–1984) – biografia wielkiego Polaka, tom II (1939–1945), Kraków: Towarzystwo Przyjaciół Sztuk Pięknych w Krakowie, 2017, ISBN 83-88121-09-X, s. 744–753.

### Publikacje o Estreicherze
- Publikacje o prof. Karolu Estreicherze jr. (1906–1984) za lata 1929–2013 (nr 1–262). Zestawił Dariusz Matelski, [w:] K. Estreicher jr, Dziennik wypadków, t. VII (1981–1984), cz. II, red. Anna Maria Joniak, wstęp: Zbigniew K. Witek, Wyd. TPSP w Krakowie, Kraków 2013, s. 189–210.
- Estreicheriana – publikacje o profesorze Karolu Estreicherze jr. za lata 1936–2016 (nr 1–499), [w:] Dariusz Matelski, Karol Estreicher jr (1906–1984) – biografia wielkiego Polaka, tom I (do 1939 roku), Kraków: Towarzystwo Przyjaciół Sztuk Pięknych w Krakowie, 2016, ISBN 83-88121-93-6, s. 415–454.
- Burzliwe dzieje Ołtarza Mariackiego Wita Stwosza wg Profesora Karola Estreichera jr., red. Zbigniew Witek, konsultacja historyczna Dariusz Matelski, Kraków 2007.
- Dariusz Matelski, Grabież i restytucja polskich dóbr kultury od czasów nowożytnych do współczesnych, t. I–II, Kraków: Pałac Sztuki Towarzystwa Przyjaciół Sztuk Pięknych w Krakowie, 2006 [książka dedykowana prof. Karolowi Estreicherowi w setną rocznicę urodzin – w hołdzie].
- Dariusz Matelski, Karol Estreicher (1906–1984). Wspomnienie, „Gazeta Wyborcza Poznań”, nr 89 (4804) z 18 kwietnia 2005, s. 9. Przedruk, [w:] Zbigniew Witek, Karol Estreicher (1906–1984), tom II: Losy spuścizny, Kraków 2007.
- Dariusz Matelski, Lata szkolne i działalność naukowa w okresie Drugiej Rzeczypospolitej Karola Estreichera jr (1906–1984), [w:] Polski misjonarz na ziemi argentyńskiej. Studia historyczne i politologiczne. Tom dedykowany ojcu doktorowi Antoniemu Herkulanowi Wróblowi OFM, red. Marek Szczerbiński i Krzysztof Wasilewski, Gorzów Wielkopolski 2011, s. 127–131. (29.10.2013)
- A. Piskorz, Karol Estreicher (1906–1984) w Uniwersytecie Jagiellońskim, [w:] Złota Księga Wydziału Historycznego UJ, red. J. Dybiec, Kraków 2000, s. 473–483.
- Zbigniew Witek, Dokumenty strat kultury polskiej pod okupacją niemiecką 1939–1944 z archiwum Karola Estreichera (Cultural Losses of Poland during the German Occupation 1939–1944. Documents from the Archives of Karol Estreicher), Kraków: Towarzystwo Przyjaciół Sztuk Pięknych w Krakowie, 2003.
- Zbigniew K. Witek, Karol Estreicher (1906–1984), tom I (Dokumenty tajne i jawne), Kraków 2007.
- Zbigniew K. Witek, Karol Estreicher (1906–1984), tom II (Losy spuścizny), Kraków 2007.
- Zbigniew K. Witek, Karol Estreicher (1906–1984), tom III (Życie po życiu), Kraków 2008.
- Dokumenty rewindykacji polskich dóbr kultury zrabowanych przez Niemców w latach 1939–1944 z archiwum Karola Estreichera jr. największego rewindykatora w historii Europy. Redakcja: Zbigniew K. Witek. Konsultacja historyczna – Dariusz Matelski, Kraków: Towarzystwo Przyjaciół Sztuk Pięknych w Krakowie, 2015, ISBN 83-88121-53-7, s. 832, il., 5 płyt DVD z 9994 dokumentami.
- Dariusz Matelski, Karol Estreicher jr 1906–1984 – biografia wielkiego Polaka, tom I (do 1939 roku), Kraków: Towarzystwo Przyjaciół Sztuk Pięknych w Krakowie, 2016, ISBN 83-88121-93-6, s. 799, il., mapy.
  - Bibliografia prac. prof. n. dr. hab. Dariusza Matelskiego za lata 1987–2016 (nr 1–656) złożona prof. Karolowi Estreicherowi jr. w 110. rocznicę urodzin – w hołdzie, [w:] Dariusz Matelski, Karol Estreicher jr (1906–1984) – biografia wielkiego Polaka, tom I (do 1939 roku), Kraków: Towarzystwo Przyjaciół Sztuk Pięknych w Krakowie, 2016, ISBN 83-88121-93-6, s. 753–799, il.
  - Marta Grzywacz, Obrońca skarbów. Karol Estreicher [jr] – w poszukiwaniu zagrabionych dzieł sztuki, PWN, ISBN 978-83-01-19214-3, Warszawa 2017, s. 295, il.
  - Dariusz Matelski, Karol Estreicher jr 1906–1984 – biografia wielkiego Polaka, tom II (1939–1945), Kraków: Towarzystwo Przyjaciół Sztuk Pięknych w Krakowie, 2017, ISBN 83-88121-09-X, s. 895, il., mapy.
  - Bibliografia prac. prof. n. dr. hab. Dariusza Matelskiego za lata 2016–2017 (nr 657–723) złożona prof. Karolowi Estreicherowi jr. w 111. rocznicę urodzin – w hołdzie, [w:] Dariusz Matelski, Karol Estreicher jr 1906–1984 – biografia wielkiego Polaka, tom II (1939–1945), Kraków: Towarzystwo Przyjaciół Sztuk Pięknych w Krakowie, 2017, ISBN 83-88121-09-X, s. 893–895.

## Ordery i odznaczenia
- Order Sztandaru Pracy II klasy
- Krzyż Komandorski Orderu Odrodzenia Polski (1959)
- Krzyż Oficerski Orderu Odrodzenia Polski (21 lutego 1947)[9]
- Krzyż Kawalerski Orderu Odrodzenia Polski
- Złoty Krzyż Zasługi (28 września 1954)[10]
- Medal 10-lecia Polski Ludowej (15 stycznia 1955)[11]
- Odznaka tytułu honorowego „Zasłużony Nauczyciel Polskiej Rzeczypospolitej Ludowej”
- Złota Odznaka „Za Pracę Społeczną dla miasta Krakowa” (1972)[12]

Źródło:.